# Morti nel 2018/Senza giorno specificato
| Questa pagina contiene informazioni ricavate automaticamente dalle voci biografiche con l'ausilio del template Bio e di un bot. L'aggiornamento è periodico e automatico e ricostruisce completamente la pagina. Se manca una persona in questa lista, sei pregato di non aggiungerla, ma accertati piuttosto che la sua voce biografica contenga il template Bio e che i dati anagrafici siano correttamente compilati. Se il template Bio manca, inseriscilo tu stesso o, in alternativa, metti l'avviso {{tmp\|Bio}} che ne segnala la mancanza. Se i dati riportati sono sbagliati, correggi direttamente la voce biografica; le modifiche saranno visibili in questa lista entro pochi giorni. Per chiarimenti vedi il progetto biografie. La lista contiene solo le 51 persone che sono citate nell'enciclopedia e per le quali è stato implementato correttamente il template Bio. Pagina aggiornata al 1 gen 2023. |

- Luigi Agnolin, arbitro di calcio e dirigente sportivo italiano (n.1943)
- Mario Alinei, linguista italiano (n.1926)
- Samir Amin, economista, politologo e attivista egiziano (n.1931)
- Gabriele Antonini, attore cinematografico e attore teatrale italiano (n.1938)
- Arcabas, artista francese (n.1926)
- Vincenzo Bottan, cestista italiano (n.1943)
- Lesburn Brown, crickettista e calciatore giamaicano (n.1948)
- Giuseppe Bussi, calciatore e allenatore di calcio italiano (n.1921)
- Frank Buxton, attore e regista statunitense (n.1930)
- Ünal Büyükaycan, cestista turco
- Giampiero Convalle, calciatore italiano (n.1937)
- Antonio Cortigiano, calciatore italiano (n.1928)
- Adelio Crespi, calciatore italiano (n.1937)
- Raffaele Cuscela, allenatore di calcio e calciatore italiano (n.1925)
- Romano Di Bari, calciatore italiano (n.1936)
- Noël Duval, storico, archeologo e epigrafista francese (n.1929)
- Alberto Duvina, calciatore italiano (n.1938)
- John Eshun, allenatore di calcio e calciatore ghanese (n.1942)
- Luigi Farace, manager e politico italiano (n.1934)
- Mario Ferrari, pallavolista, allenatore di calcio e calciatore italiano (n.1926)
- Romano Forin, calciatore italiano (n.1936)
- Pier Luigi Galli, calciatore italiano (n.1942)
- Pietro Giammanco, magistrato italiano (n.1931)
- Cathryn Harrison, attrice britannica (n.1959)
- Stephen Hawking, cosmologo, fisico e matematico britannico (n.1942)
- Federico Hoefer, poeta, scrittore e giornalista italiano (n.1930)
- Antonio Ialenti, pittore italiano (n.1937)
- Joe Jackson, manager, musicista e chitarrista statunitense (n.1928)
- Mauricio Johnson, cestista e allenatore di pallacanestro venezuelano
- Alessandra Lavagnino, scrittrice italiana (n.1927)
- Philip Lloyd, ingegnere e insegnante britannico (n.1936)
- Pasquale Lombardi, calciatore italiano (n.1939)
- Oddone Longo, grecista, filologo classico e filologo classico italiano (n.1930)
- Giovanna Lucchi, politica italiana (n.1933)
- Titti Maartmann, slittinista norvegese (n.1920)
- Richard Mabuza, maratoneta swati (n.1946)
- Tokay Mammadov, scultore azero (n.1927)
- Henri Michel, calciatore e allenatore di calcio francese (n.1947)
- John Julius Norwich, storico e personaggio televisivo britannico (n.1929)
- Thomas Joseph O'Brien, vescovo cattolico statunitense (n.1935)
- Gennaro Papa, politico e avvocato italiano (n.1925)
- Arīs Raftopoulos, cestista e allenatore di pallacanestro greco (n.1951)
- Yusuf Shakkur, generale e diplomatico siriano (n.1926)
- Carole Shelley, attrice teatrale e doppiatrice britannica (n.1939)
- Yoshinori Shigematsu, calciatore giapponese (n.1930)
- Neil Simon, drammaturgo e sceneggiatore statunitense (n.1927)
- Antonio Soncini, calciatore e allenatore di calcio italiano (n.1938)
- Girolamo Tripodi, sindacalista e politico italiano (n.1927)
- Lino Villa, calciatore italiano (n.1946)
- Tom Wolfe, saggista, giornalista e scrittore statunitense (n.1930)
- XXXTentacion, rapper e cantante statunitense (n.1998)